# Chiesa di Santa Maria Assunta (Bientina)

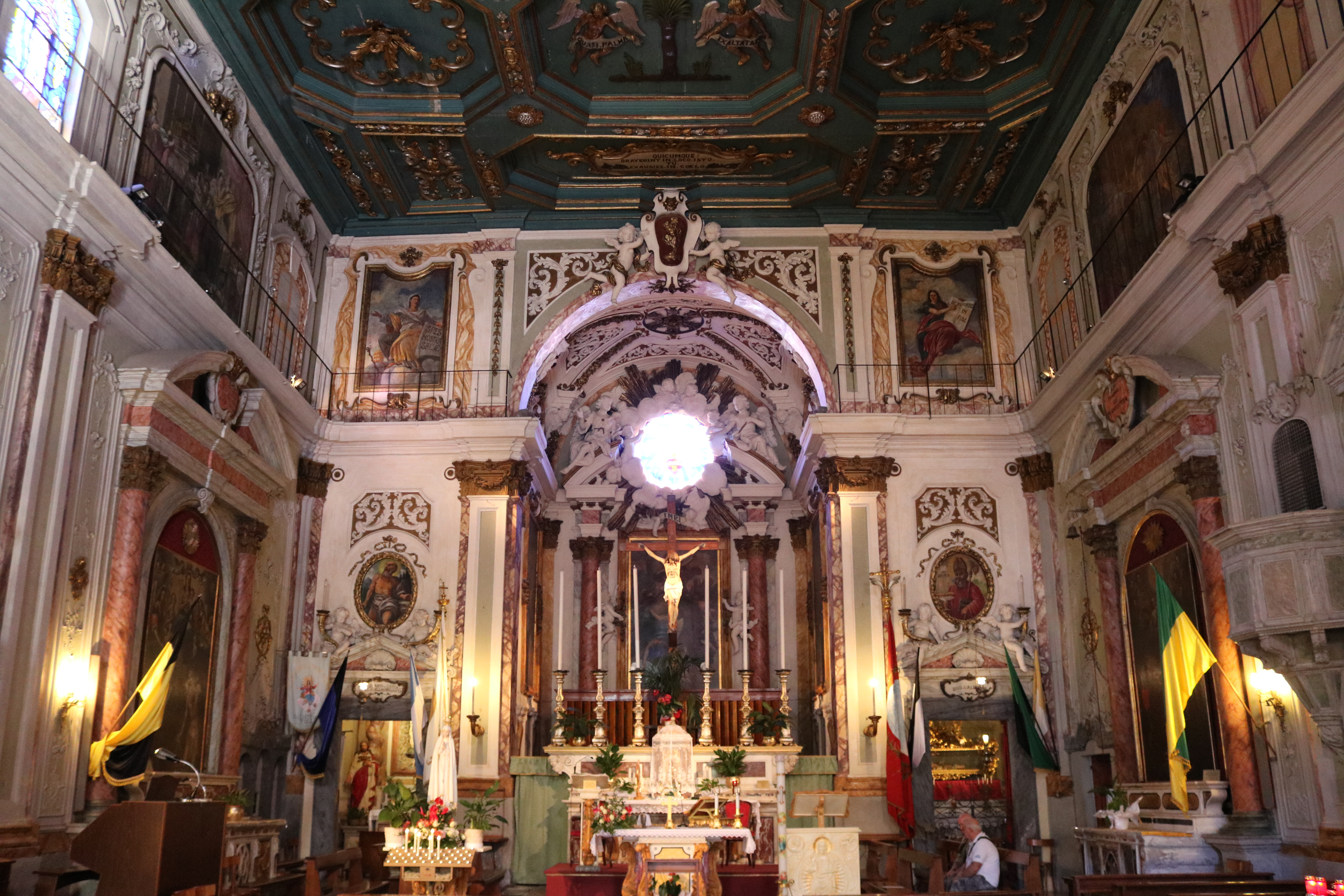
Interno della chiesa di Santa Maria Assunta di Bientina.

La chiesa di Santa Maria Assunta si trova a Bientina.

## Storia e descrizione
L'antica chiesa, di cui si ha notizia nei documenti fin dal 1326, assunse il titolo di pieve nel XV secolo e fu consacrata alla Vergine Assunta il 27 settembre del 1509. L'attuale edificio religioso venne poi ampliato e ristrutturato tra 1628 e 1639 e fu consacrato nuovamente nel 1644. L'intervento, su progetto dell'architetto fiorentino Gherardo Silvani, comportò la demolizione del campanile. 
Già nel 1695 le autorità cittadine avevano perorato l'arrivo nella chiesa principale del paese del corpo di un santo martire proveniente da una catacomba romana, e a questo fine si erano affidati al Provinciale dei Minori Osservanti, Giovanni Maria Maestrini, che riuscì a far arrivare a Bientina i resti di san Valentino martire. Dopo l'arrivo a Bientina, il 6 giugno 1699, delle spoglie del santo, esumate dalle Catacombe di San Callisto nel 1681, l'interno della Pieve subì una ristrutturazione e un arricchimento di decorazioni e arredi ispirata alle formule decorative del periodo rococò. Per tutto il Settecento l'edificio fu arricchito di stucchi e decorazioni, gli altari vennero dotati quasi tutti di paliotti in marmo e scagliola e di tele d'altare settecentesche. Tra il 2006 ed il 2011 la chiesa è stata sottoposta ad un grande restauro di tipo strutturale e conservativo che ha riportato la Pieve al suo antico splendore.
La facciata ha un elegante portale in pietra sovrastato da due finestre e da un oculo con l'affresco dell'Assunta.
L'interno a navata unica con altari laterali, è coperto da un grandioso soffitto ligneo a cassettoni dipinto, opera di Andrea Mattei intagliatore di Pisa e realizzato nel 1749, recante al centro l'immagine intagliata dell'Assunta tra angeli. Le pareti laterali e quella di fondo precedente il presbiterio sono decorati da stucchi di Paolo e Domenico Bolani eseguiti tra 1777 e 1778 e presentano, sopra gli altari, un ballatoio continuo. Dietro ad esso sono sei riquadri con affreschi raffiguranti Storie di san Valentino con la Traslazione del corpo del martire e i primi miracoli, eseguiti tra 1782 e 1783 da Giuseppe Romei.
In controfacciata si trova l'importante organo a canne costruito dal lucchese Bartolomeo Ravani nel 1640 e restaurato nel 2002, la cui cassa lignea, intagliata e dorata a oro zecchino, fu progettata dallo stesso Silvani.  
Il primo altare a destra, di Sant'Andrea, patrocinato dalla famiglia Del Grande, corredato di un paliotto marmoreo, contiene una tela con l'Annunciazione con i santi Luca (?), Lorenzo, Andrea e Pietro, già attribuita a Carlo Cignani, opera di un pittore non identificato e databile alla fine del secolo XVII. Il secondo altare, eretto dalla famiglia Del Rosso nel 1616, custodisce un dipinto con l'Immacolata Concezione e santi di Alessandro Bardelli. A lato è il pulpito lapideo cinquecentesco seguito dal terzo altare, del 1735, della famiglia Cosci, con un paliotto di Giovan Battista Vaccà e corredato dalla Madonna del Carmelo e santi, di Giovanni Antonio Pucci, dello stesso anno. L'ultimo altare, fatto realizzare dalla comunità bientinese nel 1636, presenta la pala di Cesare Dandini con I santi Francesco, Domenico, Giusto e Carlo Borromeo in adorazione del nome di Cristo.
In fondo alla navata destra è una delle due cappelle a lato del presbiterio: la destra, dedicata a san Valentino, costruita nel 1926, custodisce oggi l'urna lignea intagliata e dorata contenente le spoglie del santo in origine sull'altare maggiore, realizzata all'inizio del Settecento ed arricchita di intagli tra 1730 e 1731 da Andrea Andrei.
Il presbiterio si presenta nella sistemazione ideata da Antonio Ferri, con al centro l'altare maggiore in marmo policromo ad opera di Giovanni Baratta scultore carrarino, realizzato nel 1701. Dietro ad esso, nella parete di fondo, è la pala raffigurante la Gloria di San Valentino, dipinta da Pier Dandini all'inizio del Settecento. I dipinti laterali, coevi, raffigurano il Martirio di san Valentino, opera di Antonio Puglieschi, e la Condanna a morte di san Valentino di Tommaso Redi. Al di sopra sono gli stucchi di Giovanni Martino Portogalli, eseguiti tra 1702 e 1706.  
L'altra cappella, a sinistra del presbiterio, è dedicata a sant'Antonio da Padova e al Santissimo Sacramento. Alla parete sinistra, l'ultimo altare, del Corpus Domini, recava una Ultima Cena di Aurelio Lomi, del 1603 - 1604, oggi nella chiesa di San Domenico. Il dipinto che vi si vede oggi rappresenta la Madonna col Bambino, le anime purganti, san Giovanni Battista e Girolamo, dipinta da un pittore non identificato tra 1642 e 1643 per la sconsacrata chiesa di San Girolamo. L'altare centrale, dedicato alla Madonna Assunta, edificato nel 1605, contiene una statua moderna, mentre il primo altare, del Crocifisso o del Comune, presenta un Crocifisso ligneo tardo cinquecentesco, restaurato nel 1995, forse proveniente dalla scomparsa chiesa di san Giusto.  
Annesso alla chiesa è un piccolo museo che conserva arredi, parati e suppellettili sacre, tra le quali spicca il busto reliquiario di san Valentino in argento e parzialmente dorato, modellato nel 1710 da Giuseppe Giacobbi, allievo di Giovan Battista Foggini